# Перовский, Лев Алексеевич
Граф (с 1849) Лев Алексе́евич Перо́вский (9 [20] сентября 1792 — 10 [22] ноября 1856) — русский государственный и военный деятель из рода Перовских, приближённый императора Николая I, археолог и коллекционер. Сенатор (с 1831), министр внутренних дел (1841—1852), министр уделов (1852—1856), действительный тайный советник (1843), генерал от инфантерии (1855), генерал-адъютант (1856). Почётный член Императорской Академии художеств (с 1843) и Петербургской академии наук (с 1852).

## Биография
Внебрачный сын графа Алексея Кирилловича Разумовского от мещанки Марии Михайловны Соболевской. Считался воспитанником графа, получил свою фамилию от имения Разумовского под Москвой — Перова, а имя — в честь дяди Льва Кирилловича.
В 1804 году возведён в дворянское достоинство. Получил хорошее образование дома и в московском университетском Благородном пансионе. В 1808 принят в своекоштные студенты Московского университета. Выйдя из университета в 1810 году со степенью кандидата, занимался в Школе колонновожатых в свите Его Величества, откуда вступил на службу прапорщиком (1812). В год Отечественной войны отличился в битвах при Бородине, Малоярославце, Вязьме и Красном; в ходе заграничных походов 1813—1814 годов — при Лютцене, был награждён золотой шпагой с надписью «За храбрость». В 1815 году, в ходе войны седьмой коалиции, находился при начальнике российского главного штаба князе Петре Волконском, был ранен.
В 1818–1823 годах — обер-квартирмейстер 1-го резервного кавалерийского корпуса. Состоял в декабристских «Союзе благоденствия» и «Военном обществе»; по повелению Николая I к следствию привлечён не был ввиду «совершенного забвения краткого заблуждения». Перейдя на гражданскую службу, был членом, потом вице-президентом Департамента уделов, сенатором, товарищем министра уделов.
В 1833 году курировал возведение Воскресенской церкви при больнице Святого Пантелеймона.
Крымский землевладелец. Граф Лев Алексеевич Перовский приобрёл участок в 25 гектаров в 1834 году на окраине обширного имения Мшатка и в том же году начал строительство усадебного дома. Л. А. Перовский дал имению греческое название «Меллас» (греч. Μελάς).
В 1841 году назначен министром внутренних дел с сохранением должности товарища министра уделов. При нём учреждена особенная канцелярия министра, преобразован медицинский совет, издано (в 1846) новое положение об общественном управлении в Санкт-Петербурге. 3 апреля 1849 года возведён в графское достоинство.
В 1852 году он был назначен министром уделов и управляющим Кабинетом Его Величества с подчинением ему Академии художеств, московских Дворцового архитектурного училища и Художественного училища и Ботанического сада.
В 1855 году, при образовании из охотников от удельных крестьян Стрелкового полка императорской фамилии, Перовский был поставлен во главе этого полка и 22 июля 1855 года переименован из действительного тайного советника в генерала от инфантерии, а в 1856 году пожалован в генерал-адъютанты.
Ему принадлежит ряд преобразований в управлении и устройстве удельных крестьян. Довольно значительной была деятельность Перовского и в комиссиях по крестьянскому вопросу, результатом которой была его «Записка». Признавая уничтожение крепостного права весьма желательным, он советовал освободить крестьян с землёй (но так, чтобы не «обеднить» помещиков), в правах сравнять их с государственными крестьянами и действовать путём постепенного изменения, предварительно приняв меры к улучшению местного управления и особенно земской полиции, к устройству и уравнению повинностей денежных и натуральных и к обеспечению народного продовольствия.
Умер от воспаления кишечника 10 ноября 1856 года и был похоронен в Лазаревской церкви Александро-Невской лавры. Его жена княжна Екатерина Васильевна Горчакова (1794—15.11.1833), вдова Дмитрия Петровича Уварова (1774—1820), умерла «от внутреннего воспаления» задолго до мужа и была похоронена там же. Родных детей у супругов не было. Приёмная дочь Перовского (внебрачная), Анна Залесская (1834—1869), вышла замуж за контр-адмирала Фёдора Иосифовича Юшкова (1819—1876).

## Перовский-коллекционер
Заведуя с 1850 года Комиссией для исследования древностей, Перовский поощрял археологические раскопки. Он составил обширные коллекции греческих древностей и монет (переданы в Эрмитаж) и богатое собрание старинного русского серебра и русских монет и медалей. Его страстное увлечение минералогией привело к созданию большой коллекции резных камней, как античных, так и Нового времени, которая была куплена Эрмитажем в 1873 году. Собрание дополнялось ценной коллекцией гипсовых слепков с инталий.

## Память
- В его честь назван обнаруженный в 1839 году в Уральских горах минерал перовскит.

## Награды

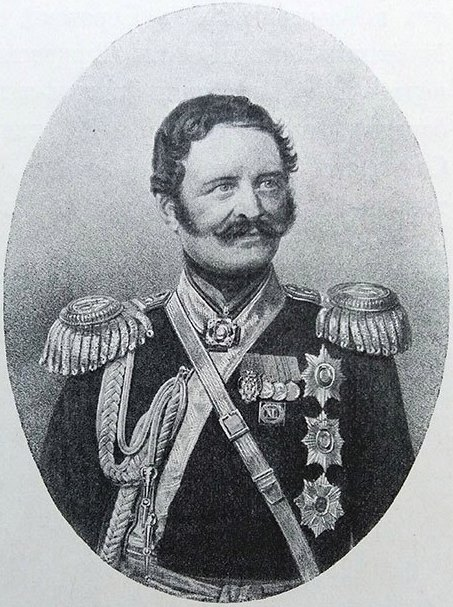
Портрет генерал-адъютанта графа Льва Алексеевича Перовского, 1850-е гг.

- Орден Святой Анны 4-й степени (03.06.1813)[15]
- Золотая шпага «За храбрость» (14.05.1813)[15]
- Орден Святого Владимира 4-й степени с бантом (15.09.1813)
- Орден Святого Владимира 2-й степени (03.01.1828)[16]
- Орден Святой Анны 1-й степени (31.12.1828)[15]
- Орден Белого орла (21.04.1834)[15]
- Орден Святого Александра Невского (06.04.1835)
- Бриллиантовые знаки к ордену Святого Александра Невского (25.03.1839)[15]
- Табакерка с портретом Его Императорского Величества, бриллиантами украшенная (16.04.1841)
- Орден Святого Владимира 1-й степени (30.06.1846)[15]
- Высочайший рескрипт (06.09.1852)
- Орден Святого Андрея Первозванного (06.12.1852)[15]
- Знак отличия беспорочной службы за XV лет (22.08.1830)
- Знак отличия беспорочной службы за XX лет (22.08.1832)
- Знак отличия беспорочной службы за XXV лет (22.08.1837)[16]
- Знак отличия беспорочной службы за XXX лет (22.08.1842)
- Знак отличия беспорочной службы за XXXV лет (22.08.1847)
- Знак отличия беспорочной службы за XL лет (22.08.1852)[15]

Иностранные:
- Австрийский орден Леопольда, малый крест (1813)[15]
- Прусский орден Pour le Mérite (1813)[15]
- Вюртембергский орден Короны, большой крест (1846)[15]
- Нидерландский орден Льва, большой крест (1853)